# Škabrnja
Škabrnja (in italiano Scabergne o Scabrigna, desueti) è un comune della Croazia della regione zaratina.
Al censimento del 2001 possedeva una popolazione di 1.772 abitanti.

## Località
Il comune di Scabergne è suddiviso in 2 frazioni (naselja), di seguito elencate. Tra parentesi il nome in lingua italiana, desueto.
- Prkos (Percos[5])
- Škabrnja (Scabergne[5]), sede comunale